# El Chanal

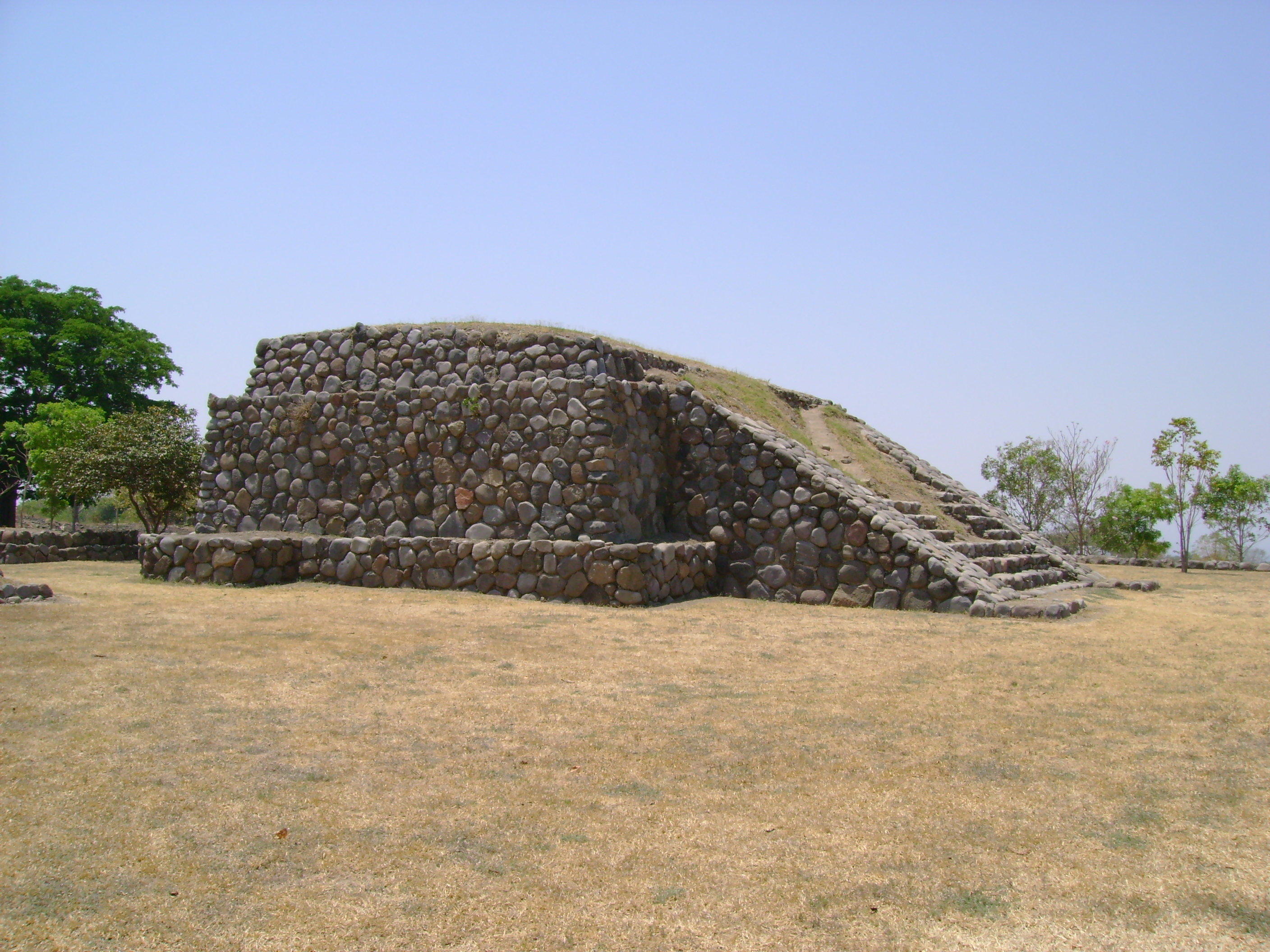
Pyramide von El Chanal

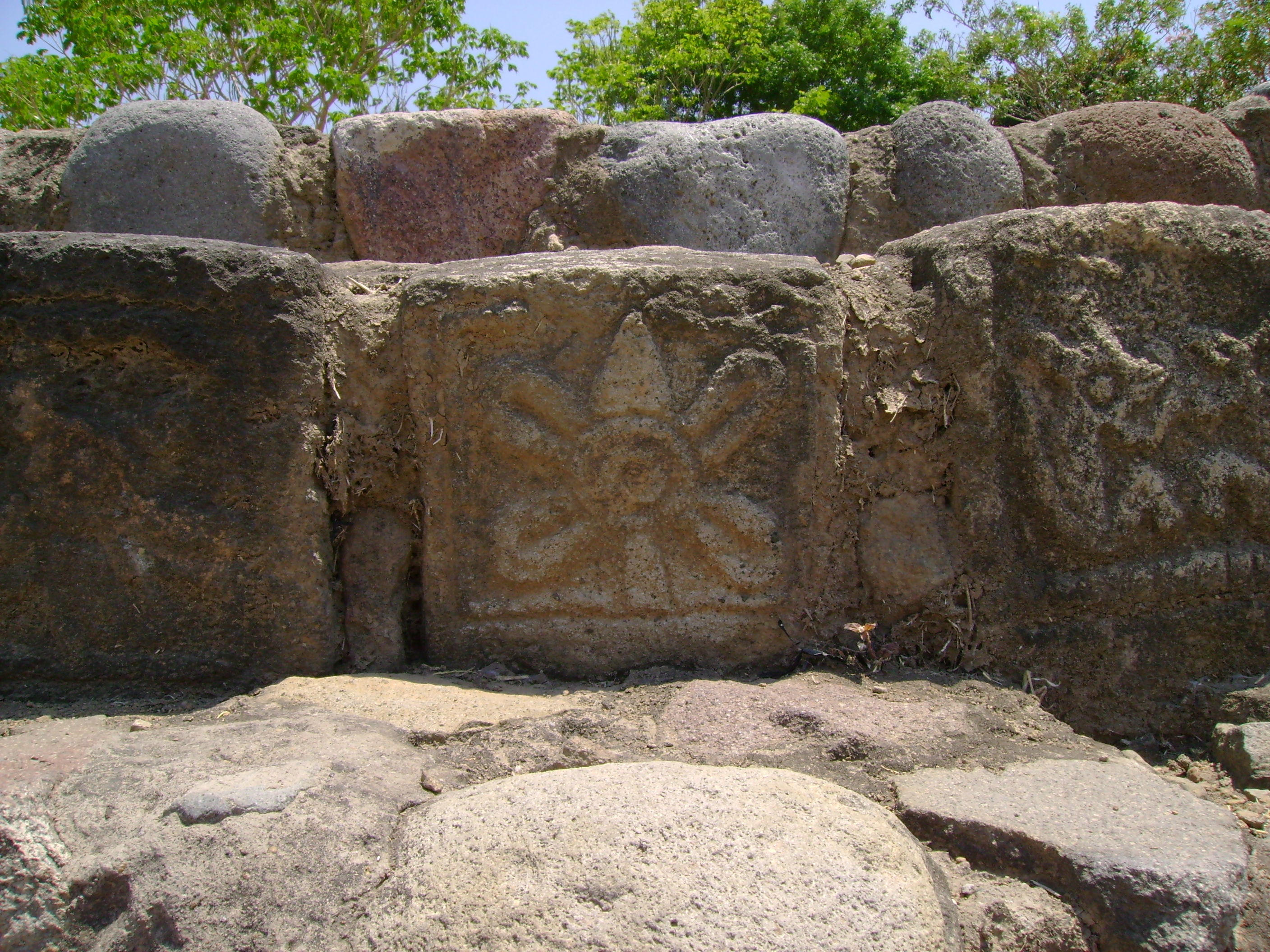
Reliefstein mit Ollin-Symbol, dem Zeichen für Bewegung

El Chanal ist die Bezeichnung für eine präkolumbianische Ruinenstadt im Westen von Mexiko, einige Kilometer von der Stadt Colima entfernt. 
Die ehemalige über 100 Hektar umfassende Siedlung war ein bedeutendes regionales Zentrum. Erhalten geblieben sind u. a. reliefverzierte Mauern und dreizehn kleine Pyramiden. Der Ort war etwa von 1100 bis 1400 n. Chr. besiedelt. Er ist an mehreren Tagen der Woche für Besucher geöffnet. Ein großer Teil der dortigen archäologischen Fundstücke kann im Museo de las Culturas de Occidente María Ahumada de Gómez in Colima besichtigt werden.
Koordinaten: 19° 18′ N, 103° 42′ W